# 佛教陳榮根紀念學校
佛教陳榮根紀念學校（英語：Buddhist Chan Wing Kan Memorial School），簡稱BCWKMS、CWK，是一所位於香港元朗區的全日制男女津贴小学。學校原為佛教榮茵學校下午校，2008年該校分拆成了兩所擁有獨立校舍的全日制津貼小學，下午校就遷至現址，並轉為全日制小學。

## 歷史
佛教陳榮根紀念學校原是一所政府津貼的半日制小學，原名為佛教榮茵學校下午校，於2008年9月由元朗鳳攸南街6號搬遷往元朗馬田欖口村路23號校舍，並轉為全日制小學。學校得到陳榮根受託人法團捐款港幣500萬作為部份開辦費，所以為紀念樂善好施及致力支持教育事業的陳榮根先生，特將新校命名為「佛教陳榮根紀念學校」。2018年學校舉行了新校十週年暨創校二十八週年的慶祝活動。

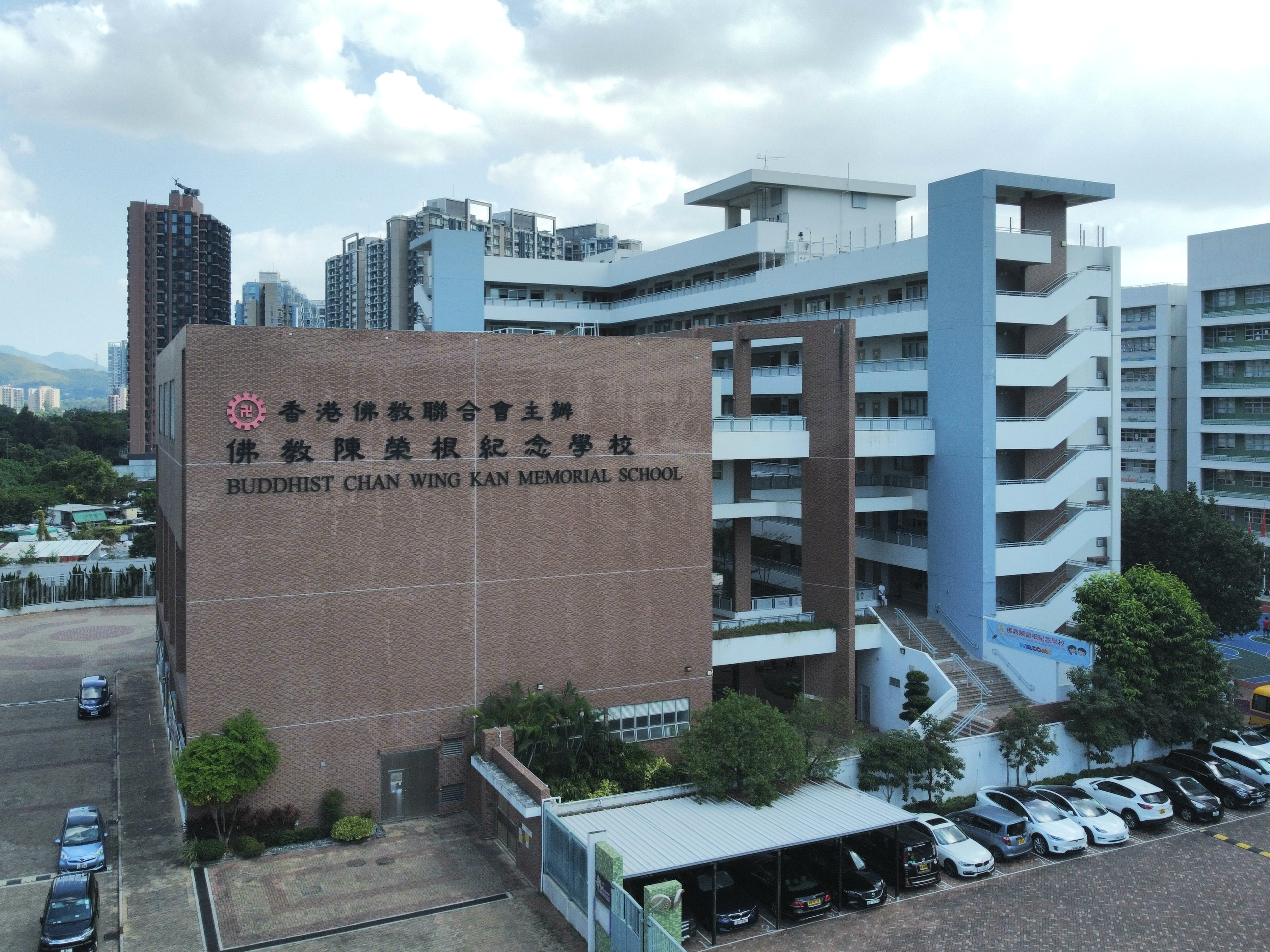
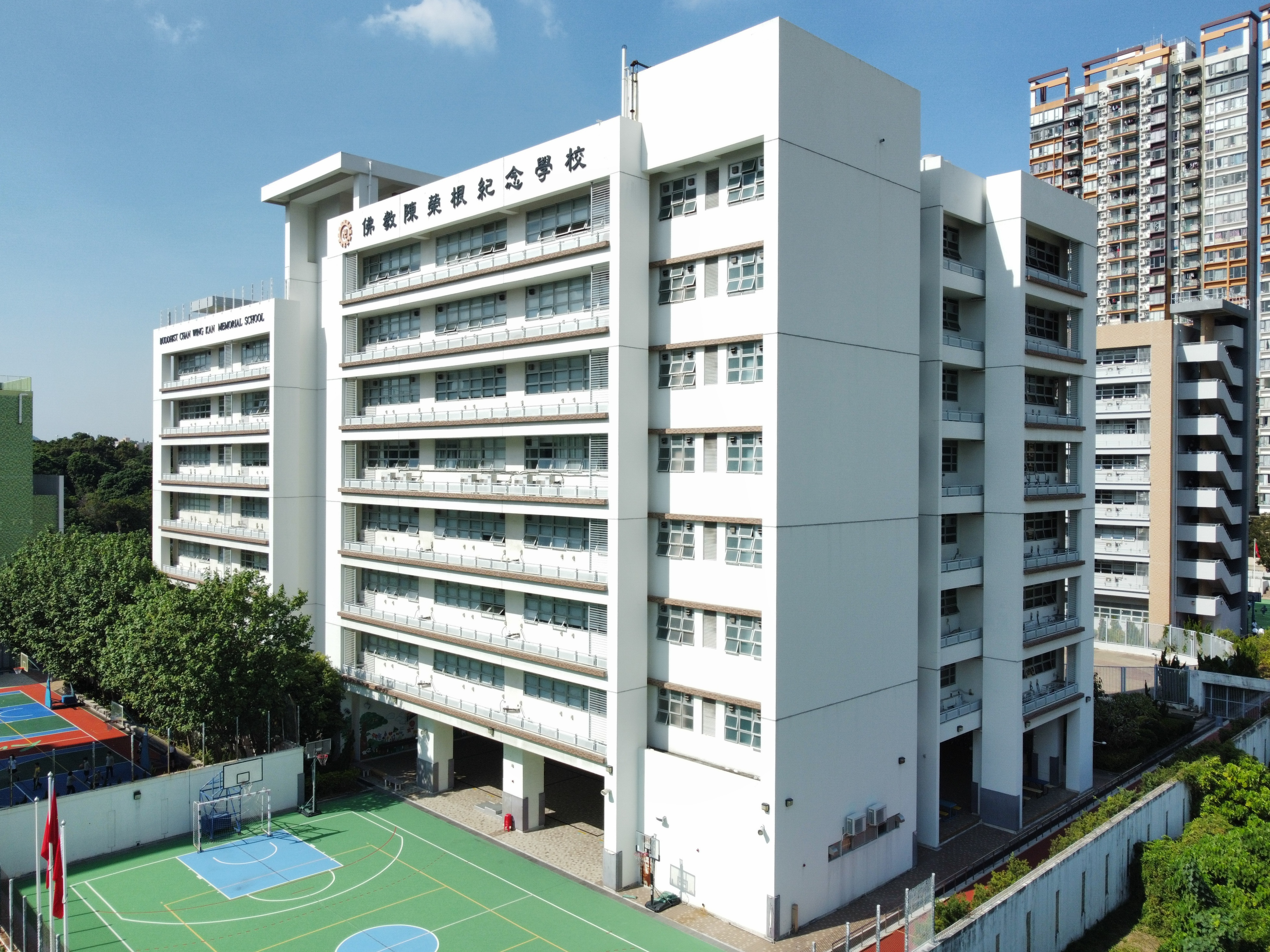

## 歷任校長
| 校長       | 任期       |
| ---------- | ---------- |
| 丘芍雯女士 | 2008 -2012 |
| 陳滿林先生 | 2012-現在  |

### 抱負
透過健全的制度及教師專業操守，培養出富創意及分析能力，充滿青春活力、健康愉快、關注社會及放眼世界的學生。

### 使命
貫徹「明智、顯悲」校訓，把中國倫理配合佛法為德育及生命教育的基礎，建立正確人生與價值觀。課程設計以學生為本，著重實踐，提供適當學習經驗，鼓勵創意思維，發展潛能，促進終身學習。探討青少年心態，協助解決疑慮及壓力，促使他們健康愉快地成長。

## 著名/傑出校友
- 鄔梨鈴︰香港女子手球代表隊成員[1]

## 外部連結
- 佛教陳榮根紀念學校_19-20
- 新學校網址_22-23